# Hans Levander
Hans John Arvid Levander, född 21 september 1914 i Maria Magdalena församling, Stockholms stad, död 13 mars 2012, var en svensk litteraturvetare, litteraturkritiker, författare, lexikograf och översättare. 

## Biografi
Levander tog 1932 studentexamen vid Nya Elementarskolan i Stockholm. Han studerade därefter litteraturhistoria och nordiska språk vid Stockholms högskola, där han 1944 blev filosofie doktor på avhandlingen Sensitiva amorosa: Ola Hanssons ungdomsverk och dess betydelse för åttiotalets litterära brytningar. Han var anställd vid Albert Bonniers förlags lexikonredaktion 1942–70, och skrev litteraturkritik i Morgon-Tidningen 1950–58, Dagens Nyheter 1970–76 och Svenska Dagbladet 1977–91.
Levander skrev monografier om författare som Hermann Hesse, Thomas Mann, Fjodor Dostojevskij, Nikolaj Gogol och Anton Tjechov. Hans mest kända bok, Litterära gestalter från 1985 (ny upplaga 1992 med titeln Vem är vem i böckernas värld), är ett alfabetiskt uppslagsverk över personer ur världslitteraturen. Levander utgav även tre skönlitterära verk: novellsamlingarna Näckrossjön (1953) och Historier kring ett timglas (1991), samt romanen Fridlyst park (1956). 
Bland hans översättningar, som han ibland genomförde tillsammans med hustrun Marianne, märks verk av nobelpristagarna Hermann Hesse och Elias Canetti.

### Familj
Hans Levander var son till stadsfogden Arvid Levander och Greta, född Thorstenson. Han gifte sig 1942 med fil. mag. Marianne Müller (1918–2021). Tillsammans fick de tre barn: Karin (f. 1945), Martin (1946–2004) och Bo (f. 1951).

## Priser och utmärkelser
- 1956 – Boklotteriets stipendiat
- 1973 – Schückska priset
- 1977 – Sveriges Författarfonds premium till personer för belöning av litterär förtjänst